# Owen (Australia)
Owen – miasto w Australii, w stanie Australia Południowa.